# Watkins-Johnson
Watkins-Johnson (eigentlich: Watkins-Johnson Company), kurz W-J, war von 1957 bis 2008 ein US‑amerikanischer Entwickler und Hersteller von elektronischen Geräten und Komponenten, insbesondere von Messsystemen für die Hochfrequenz- (HF) und Mikrowellentechnik.

## Geschichte
Die Firma wurde im Dezember 1957 von Dean A. Watkins (* 1922) und H. Richard Johnson (1926–2012) in Palo Alto gegründet, in dem Teil der San Francisco Bay Area, der später unter dem Namen Silicon Valley berühmt wurde.
Das Unternehmen produzierte eine Vielzahl von Komponenten und Geräten für die HF‑Messtechnik, Radartechnik und Funkaufklärung. Dazu gehörten beispielsweise  Rückwärtswellenröhren, Signalgeneratoren und Messempfänger. Es wurden die Frequenzbänder UHF (0,3–3 GHz), SHF (3–30 GHz) und EHF (30–300 GHz) überstrichen. Einer der wichtigsten Kunden war das Verteidigungsministerium der Vereinigten Staaten.
Ab 1995 wurden Teile von W-J an andere Unternehmen verkauft. Im Jahr 2008 wurde schließlich der verbleibende Rest, genannt WJ Communications, von TriQuint Semiconductor übernommen.